# Trifurcula calycotomella
Trifurcula calycotomella is een vlinder uit de familie dwergmineermotten (Nepticulidae). De wetenschappelijke naam is voor het eerst geldig gepubliceerd in 1997 door A. & Z. Lastuvka.
De soort komt voor in Europa.